# Norma Kassi
Norma Kassi là một dân bản xứ sắc tộc Gwich'in ở lãnh thổ Yukon, Canada, và là cựu thành viên của Hội đồng lập pháp Yukon (Yukon Legislative Assembly). Bà đã được trao tặng Giải Môi trường Goldman năm 2002, chung với Sarah James và Jonathon Solomon, vì họ đã đấu tranh bảo vệ Khu nương náu quốc gia của động vật hoang dã Bắc Cực (Arctic National Wildlife Refuge, viết tắt là ANWR) chống lại các kế hoạch khoan và khai thác dầu khí. Việc khai thác dầu khí sẽ gây rối loạn chu kỳ sống của loài tuần lộc Porcupine (Rangifer tarandus granti), nền tảng văn hóa của người Gwich'in từ 20.000 năm.